# Zelotes viola
Espèce
Zelotes viola est une espèce d'araignées aranéomorphes de la famille des Gnaphosidae.

## Distribution
Cette espèce est endémique de Californie aux États-Unis,.

## Description
Les mâles mesurent de 4,81 à 5,93 mm et les femelles 6,33 mm en moyenne.

## Étymologie
Son nom d'espèce lui a été donné en référence au lieu de sa découverte, Viola.

## Publication originale
- Platnick & Shadab, 1983 : A revision of the American spiders of the genus Zelotes (Araneae, Gnaphosidae). Bulletin of the American Museum of Natural History, no 174, p. 97-192 (texte intégral).